# 籾木芳仁
籾木 芳仁（もみき よしと、1992年1月6日 - ）は、日本の俳優。宮崎県出身。

## 人物
身長175cm。
2018年まで劇団番町ボーイズ☆に所属していた。

## 出演作品

### テレビドラマ
- 表参道高校合唱部! 第9話（2015年、TBS）
- 月曜名作劇場 / 天下御免トラック野郎（2016年、TBS）
- エ・キ・ス・ト・ラ!!!（2020年、関西テレビ） - スタッフ
- 暴太郎戦隊ドンブラザーズ ドン28話（2022年、テレビ朝日） - 青田武夫

### 映画
- ありふれたライブテープにfocus（2013年）
- ゆきおんなの夏（2015年） - アタミ
- 闇金ウシジマくん ザ・ファイナル（2016年、東宝） - 鮫島
- 最低。（2017年、KADOKAWA） - 洋平
- 仮面ライダーアマゾンズ THE MOVIE 最後ノ審判（2018年、東映テレビ・プロダクション） - 札森一郎[2]
- 左様なら（2019年、SPOTTED PRODUCTIONS） - 藤原耕平
- 妖怪大戦争 ガーディアンズ（2021年、東宝・KADOKAWA） - 天狗の精鋭
- 初めての女（2024年、TRYDENT PICTURES） - 山崎豊次[3]

### オリジナルビデオ
- 戦慄怪奇ファイル コワすぎ!FILE-03【人喰い河童伝説】（2013年） - 井上健太

### 配信ドラマ
- AKBホラーナイト アドレナリンの夜 第8話（2015年、ビデオパス・テレ朝動画）
- ベイビーステップ（2016年、Amazon Prime Video） - 岩佐博水
- 仮面ライダーアマゾンズ シーズン2（2017年、Amazon Prime Video） - 札森一郎[2]

### MV
- さかいゆう「ジャスミン」（2015年）
- FM802 ACSESS キャンペーンソング / プールサイド「Hello Radio」（2016年）

### 舞台
- 劇団番町ボーイズ☆ 「眠れない羊〜番町ボーイズ☆の場合〜」（2018年）

### WEB
- VISION / 籾木芳仁×布村喜和「ゆれるせいかつ」（2020年、LINE NEWS）